# Najah Souss
Maillots
Actualités
Le Najah Souss (en arabe : نجاح سوس) est un club marocain de football fondé en 1974 et basé dans la ville d'Agadir. 
Le club évolue actuellement en GNFA 1 (troisième division).